# Stanisław Kamiński (duchowny)
Stanisław Kamiński (ur. 24 października 1919 w Radzyniu Podlaskim, zm. 21 marca 1986 we Fryburgu Bryzgowijskim) – polski filozof, ksiądz katolicki, profesor KUL.

## Życiorys
W latach 1938–1946 studiował w Wyższym Seminarium Duchownym w Siedlcach (do wybuchu wojny w Janowie Podlaskim). W roku 1946 przyjął święcenia kapłańskie. Między 1946 a 1948 studiował na Wydziale Filozofii Chrześcijańskiej KUL. W roku 1947 został asystentem na Wydziale Prawa i Nauk Społecznych, a następnie na Wydziale Filozoficznym KUL, gdzie prowadził zajęcia z logiki. W 1949 otrzymał stopień doktora na podstawie pracy Fregego dwuwartościowy system aksjomatyczny zmiennych zdaniowych w świetle współczesnej metodologii nauk dedukcyjnych. Od 1950 roku był adiunktem w Katedrze Logiki i Metodologii Nauk na Wydziale Filozofii. Siedem lat później został kierownikiem Katedry Metodologii Nauk na Wydziale Filozofii Chrześcijańskiej KUL. W 1958 uzyskał tytuł docenta, w 1965 – profesora nadzwyczajnego, a pięć lat później – profesora zwyczajnego.
Przez wiele lat kierował Zakładem Logiki i Teorii Poznania, a także Sekcją Filozofii Teoretycznej. Trzykrotnie był wybierany na dziekana Wydziału Filozofii Chrześcijańskiej w latach 70. oraz 80. Należał do Towarzystwa Naukowego KUL, Lubelskiego Towarzystwa Naukowego, Komitetu Nauk Filozoficznych PAN, Polskiego Towarzystwa Teologicznego oraz Polskiego Towarzystwa Filozoficznego. W latach 1982–1985 był też redaktorem Encyklopedii Katolickiej. Ponadto przewodniczył sekcji filozoficznej przy Komisji Episkopatu do spraw Nauki.
Pod jego kierunkiem w 1962 stopień naukowy doktora uzyskał Józef Herbut.
Związany był z dwoma kierunkami w filozofii: scholastycznym i szkoły lwowsko-warszawskiej. Zajmował się logiką i historią logiki, filozofią i metodologią nauki, w szczególności językiem i metodą klasycznej teorii bytu. Pielęgnował ideał poznania racjonalnego, nawiązując do dziedzictwa przeszłości i do najnowszych osiągnie logiki i filozofii nauki. Współtworzył tzw. lubelską szkołę filozoficzną.
Pochowany został w Lublinie na cmentarzu rzymskokatolickim przy ul. Lipowej.

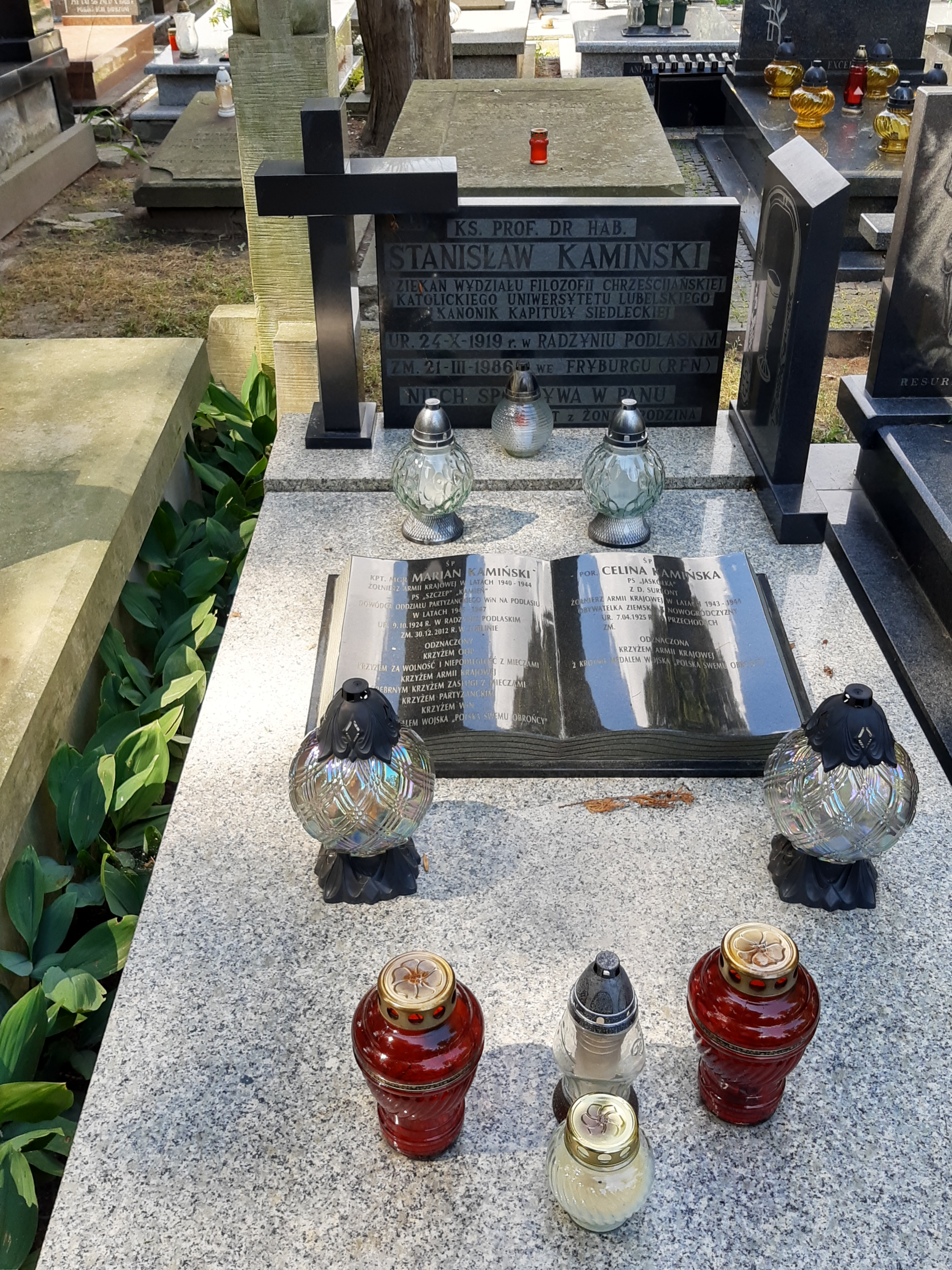
Grób ks. prof. Stanisława Kamińskiego na cmentarzu przy ulicy Lipowej

## Publikacje
- Gergonne’a teoria definicji 1958
- Pojęcie nauki i klasyfikacja nauk 1961, 1970, 1981
- Z teorii i metodologii metafizyki (wspólnie z M.A. Krąpcem) 1962
- Z teorii i metodologii metafizyki[2]
- Pojęcie nauki i klasyfikacja nauk[3]
- Jak filozofować? Studia z metodologii filozofii klasycznej[4]
- Filozofia i metoda. Studia z dziejów metod filozofowania[5]
- Metoda i język. Studia z semiotyki i metodologii nauk[6]
- Nauka i metoda. Pojęcie nauki i klasyfikacja nauk[7]